# Noix de coco (film, 1929)
Pour les articles homonymes, voir Noix de coco (homonymie).
Pour plus de détails, voir Fiche technique et Distribution.
Noix de coco (The Cocoanuts) est un film musical comique américain des Marx Brothers réalisé par Robert Florey et Joseph Santley, sorti en 1929 durant l'ère pré-Code.
Produit pour Paramount Pictures par Walter Wanger (dont le nom n'est pas cité), il met en vedette les quatre frères Marx, Oscar Shaw, Mary Eaton et Margaret Dumont. Premier film sonore à créditer plusieurs réalisateurs (Robert Florey et Joseph Santley), il s'agit d'une adaptation à l'écran par Morrie Ryskind de la comédie musicale éponyme de George S. Kaufman jouée par les Marx Brothers à Broadway entre décembre 1925 et août 1926. Cinq de ses thèmes musicaux ont été composés par Irving Berlin, dont When My Dreams Come True chanté par Oscar Shaw et Mary Eaton et The Monkey Doodle-doo. La Première du film a lieu au Rialto de Manhattan le 23 mai 1929.

## Synopsis
Un agent immobilier malhonnête et ses deux complices sèment le désordre à Cocoanut Grove en essayant de vendre des terrains marécageux.
L'action respecte l'unité de lieu : elle se déroule entièrement à l'hôtel de Cocoanut, un établissement de villégiature, pendant le boom immobilier de Floride des années 1920. M. Hammer (Groucho Marx) en est le directeur, assisté de Jamison (Zeppo Marx), qui préfère dormir à la réception plutôt que l'aider dans ses responsabilités. Chico et Harpo arrivent avec des bagages vides, qu'ils prévoient de remplir en escroquant au jeu les invités. Mme Potter (Margaret Dumont, dans la première de ses sept apparitions au cinéma avec les Marx Brothers) est l'une des rares clientes à payer sa pension. Sa fille Polly (Mary Eaton) est amoureuse du jeune architecte désargenté Bob Adams (Oscar Shaw). Pour gagner sa vie, ce dernier travaille comme employé à la réception de l'hôtel et a élaboré un plan de développement de toute la zone voisine de Cocoanut Manor. Mme Potter aimerait voir sa fille épouser Harvey Yates (Cyril Ring), qu'elle croit avoir un statut social supérieur à celui du réceptionniste. Ce prétendant est en fait un escroc qui projette de voler le collier de diamants de la douairière avec l'aide de sa complice Penelope (Kay Francis).

## Fiche technique
- Titre : Noix de coco
- Titre original : The Cocoanuts
- Réalisation : Robert Florey et Joseph Santley
- Adaptation : Morrie Ryskind d'après une pièce de George S. Kaufman
- Photographie : George J. Folsey
- Montage : Barney Rogan
- Musique : Irving Berlin
- Directeur musical : Frank Tours
- Chorégraphie : Erna Kay et Allan K. Foster
- Producteurs : Monta Bell, James R. Cowan, Jesse L. Lasky, Walter Wanger et Adolph Zukor
- Société de production : Paramount Pictures
- Pays de production :  États-Unis
- Format : Noir et blanc - Son : Mono (Western Electric System)
- Genre : comédie musicale burlesque
- Durée : 96 minutes
- Date de sortie : 
  - États-Unis : 3 mai 1929 première à New York (USA)

## Distribution
- Groucho Marx : Hammer
- Harpo Marx : Harpo
- Chico Marx : Chico
- Zeppo Marx : Jamison
- Oscar Shaw : Bob Adams
- Mary Eaton : Polly Potter
- Cyril Ring : Harvey Yates
- Kay Francis : Penelope
- Margaret Dumont : Mme Potter

## Analyse

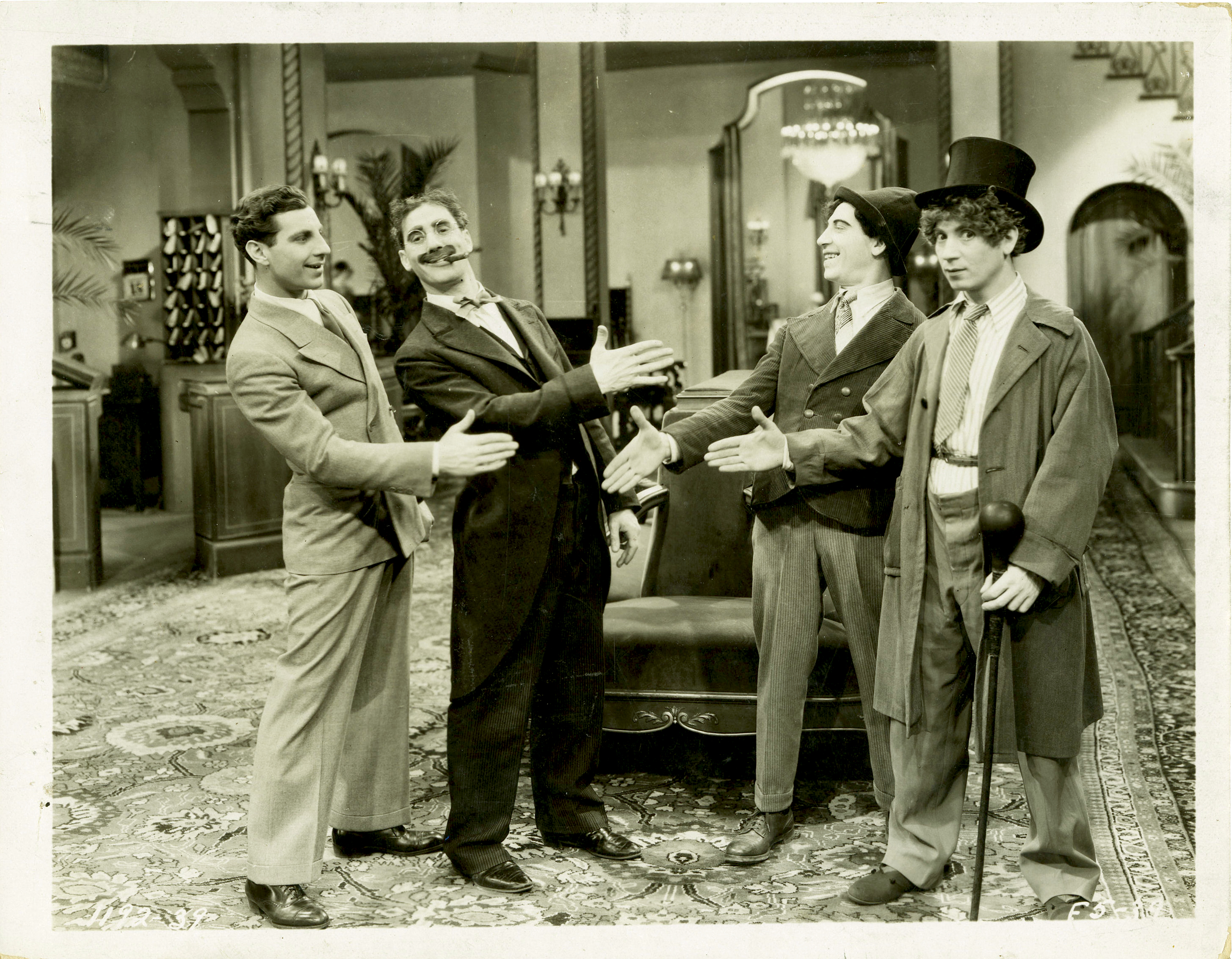
Les quatre frères Marx (de gauche à droite : Zeppo, Groucho, Chico et Harpo), se saluent dans le lobby de lHotel de Cocoanuts.

L'intrigue assez mince a pour fonction essentiellement d'offrir un prétexte aux gags récurrents (running gags) particulièrement nombreux des Marx Brothers. Le film est cependant aussi remarquable pour ses numéros musicaux, dont certains font appel à des techniques qui deviendront bientôt la norme, comme les vues plongeantes de danseuses imitant les motifs d'un kaléidoscope. Ces numéros ne font l'objet d'aucun préenregistrement, mais sont tournés directement lors de leur exécution sur scène, l'orchestre jouant hors du champ de la caméra. Les titres principaux sont superposés sur une image en négatif du numéro de danse du Monkey-Doodle-Doo prise sous un autre angle que dans la scène correspondante du film. De plus, à certains moments, Harpo et Chico interprètent des solos sur leurs instruments - Harpo à la harpe et Chico (présenté comme « Mr Pastrami ») au piano.
Les scènes les plus marquantes sont celle du viaduc, un dialogue absurde entre Groucho et Chico où à partir d'une confusion de Chico entre le mot viaduc (viaduct) et la question Pourquoi un canard ? (Why a Duck?) s'enchaîne une série de malentendus difficilement traduisibles en français. Cette scène culte inaugure le thème récurrent du canard dans la carrière des Marx Brothers.
Dans une autre séquence, alors que Groucho officie comme commissaire-priseur pour la vente d'un terrain d'une valeur douteuse (« à ce prix la, vous pouvez avoir n'importe quelle maison ; vous pouvez même vous payer du stuc (stucco) », (« You can have any kind of a home you want to; you can even get stucco! », jeu de mots avec stuck-oh que l'on peut aussi comprendre : « Oh, pour ça oui, vous pouvez être bien refaits ! », « Oh, how you can get stuck-oh! »). Dans la scène précédente du viaduc, Groucho avait engagé Chico pour faire monter les enchères en faisant de fausses offres. Mais ensuite, au grand désespoir de Groucho, Chico continue de surenchérir sur tout le monde, et même sur lui-même. Au milieu de la vente, Mme Potter annonce le vol de son collier et en offre une récompense de mille dollars, sur quoi Chico intervient pour en offrir deux mille. Ce que tout le monde ignore, c'est que la cachette du bijou est un tronc d'arbre creux sur le lieu même de la vente. Seuls les voleurs sont au courant ainsi que Harpo, qui avait récupéré leur plan après s'être dissimulé sous leur lit dans leur chambre d'hôtel.
Sur ce, un complice se déclarant détective désigne comme coupable Bob Adams le prétendant de Polly, avec le soutien du couple ayant en réalité commis le larcin. Cependant, Harpo, en produisant successivement le bijou puis le plan dérobé aux escrocs parvient à innocenter Bob.
Une autre scène montre Groucho, Mme Potter et Harvey Yates (l'un des voleurs) en train de prononcer des discours officiels, pendant que Harpo s'éloigne plusieurs fois en titubant et en faisant la grimace du grand bol de punch : son comportement suggère que le punch a sans doute été trafiqué par les malfaiteurs pour le rendre soporifique. À un autre moment, tout le monde est habillé en costume traditionnel espagnol pour une soirée déguisée, et en partant d'un couplet à propos d'une chemise perdue on finit par entonner les grands airs d'opéra, en particulier la Habanera et l'air du toréador de  Carmen . Dans une scène précédente on pouvait voir Harpo et Chico forcer la caisse de l'hôtel tout en sifflottant le chœur des gitans du Trouvère, un air qui revient dans plusieurs autres films des Marx Brothers.
Immédiatement après la révélation de l'injustice faite au premier prétendant de Polly, Bob Adams, ce dernier arrive en disant que quelqu'un à la porte demande Mr Hammer: c'est le milliardaire John W. Berryman qui, sur le point de se porter acquéreur de son projet architectural pour Cocoanut Manor veut savoir si l'hôtel pourra accueillir 400 invités pour le week-end. Sur quoi les Marx battent précipitamment en retraite et Mme Potter annonce que le mariage aura bien lieu « exactement comme prévu, à l'exception d'un léger changement » : c'est Mr Robert Adams qui sera le marié.

## Morceaux musicaux et dansés
- Florida by the Sea (morceau instrumental avec bref chœur vocal inaugurant le film)
- When My Dreams Come True (thème principal, chanté par Mary Eaton ou Oscar Shaw en alternance à plusieurs reprises)
- The Bell-Hops (instrumental et ballet)
- Monkey Doodle Doo (chanté par Mary Eaton avec un numéro de danse)
- Ballet Music (instrumental, et ballet)
- Tale of the Shirt (pièce vocale de Basil Ruysdael, sur la musique de Carmen de Georges Bizet)
- Tango Melody (morceau chanté dans la pièce originale, mais utilisé seulement comme musique de fond dans le film)
- Gypsy Love Song (de Victor Herbert, solo de piano par Chico Marx)

Certains morceaux vocaux de la pièce de théâtre ne figurent pas dans le film : Lucky Boy, chanté par un chœur pour féliciter Bob de ses fiançailles avec Polly et A Little Bungalow, un duo amoureux chanté par Bob et Polly, remplacé par When My Dreams Come True dans le film.
Deux compositions très différentes, intitulées Monkey Doodle Doo ont été écrites par Irving Berlin, la première publiée en 1913, et le seconde pour la pièce de 1925, reprise dans le film. Bien que la légende prétende que la chanson Always a été écrite par Berlin pour Noix de Coco, telle n'était pas son intention première : il souhaitait en réalité en faire cadeau à sa fiancée.

## Tournage et production
En parlant des deux réalisateurs Robert Florey et Joseph Santley, Groucho Marx déclarait : « L'un ne comprenait pas l'anglais et l'autre ne comprenait pas Harpo ». Plusieurs caméras étaient parfois utilisées simultanément pour tourner certaines scènes (ce qui était inhabituel à cette époque) en raison des fréquentes improvisations des acteurs par rapport au script original, afin de pouvoir ensuite choisir au montage entre différents angles de prises de vue. C'est ainsi que plusieurs des gags apparaissant à l'écran ne figuraient même pas dans le script initial tiré de la pièce. C'est aussi la raison pour laquelle, dans les films suivants des Marx Brothers, les scriptes  prendront l'habitude de laisser des espaces en blanc dans leur texte pour leur permettre de faire briller la spontanéité de leur talent humoristique.
Comme cela était courant au début du cinéma parlant, pour éliminer le bruit des moteurs des caméras, les cadreurs étaient enfermés dans de grandes cabines insonorisées avec des fenêtres en verre pour permettre le tournage. C'est ce qui explique que les plans restent toujours statiques. Pendant de nombreuses années, la « légende Marx » racontait que Florey, qui n'avait jamais vu jouer les Marx sur scène auparavant, s'enfermait pendant les tournages avec les cadreurs dans leurs cabines insonorisée parce qu'il ne pouvait pas se retenir de rire devant leurs bouffonneries.
Toutes les feuilles de papier du script étaient mouillées, pour empêcher les bruits de froissement de papier de parasiter les appareils d'enregistrement primitifs de l'époque. Ce n'est qu'au bout de 27 prises de vue de la scène du Viaduc que le réalisateur Florey a fini par se rendre compte de ce problème et qu'il a eu l'idée de tremper le papier ; ainsi la 28ème prise de la scène Viaduc a été tournée avec du papier mouillé et c'est cette prise silencieuse qui est utilisée dans le film.

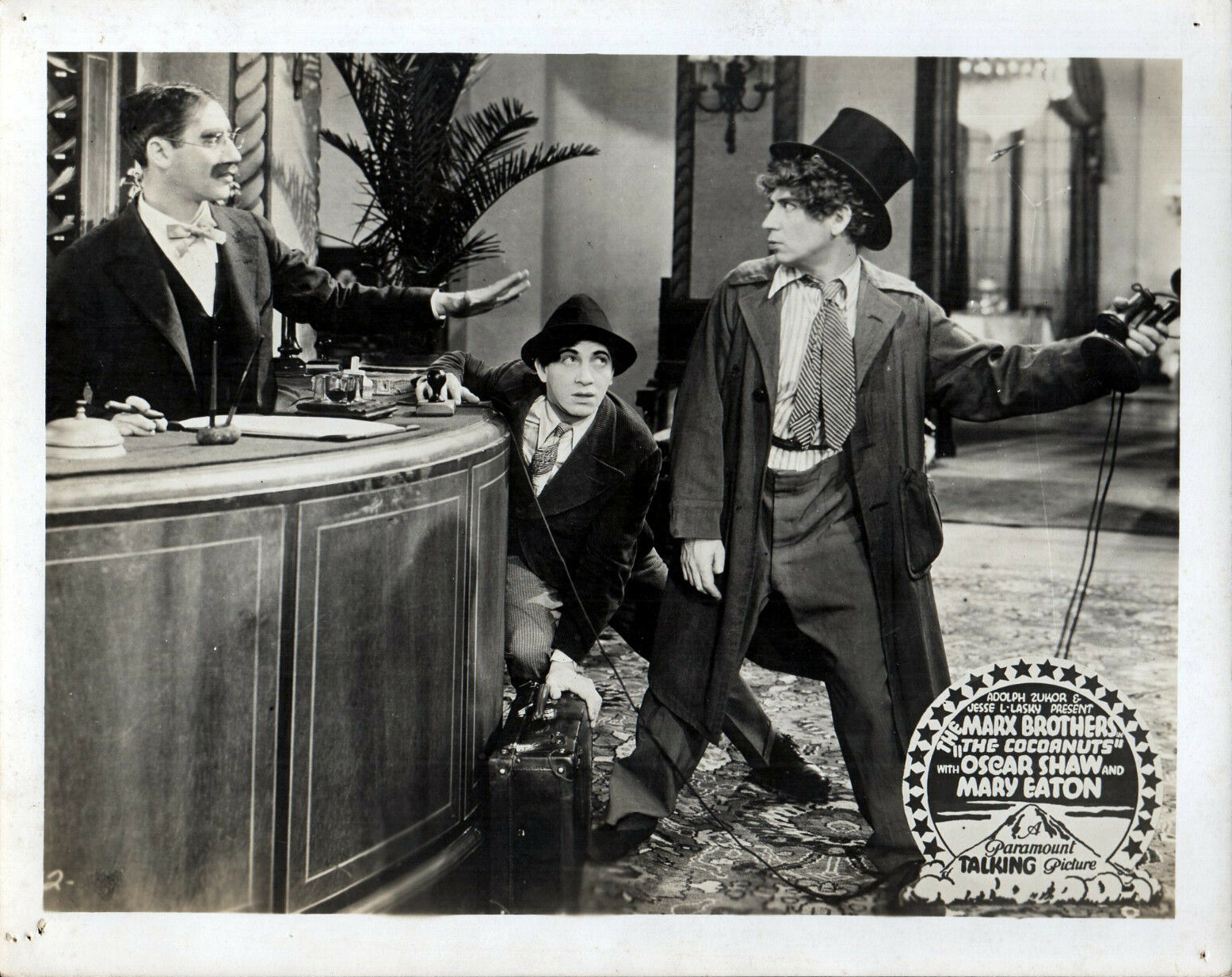
La scène du téléphone à la réception.

L'encre que Harpo boit dans l'encrier du hall de l'hôtel est en réalité du Coca-Cola, et le téléphone qu'il grignote est en chocolat : ce sont deux autres idées de Robert Florey.
Le film est produit par Paramount Pictures avec un budget estimé de 500 000 dollars. Les producteurs ont fait spécialement venir de Londres le chef d'orchestre Frank Tours (1877-1963) pour prendre la direction musicale du film. En effet, Tours qui dirigeait à cette époque le Plaza Theatre de Piccadilly Circus (le premier lieu d'exposition de Paramount au Royaume-Uni), avait également été le chef d'orchestre de la comédie musicale originale de Broadway en 1925.
Le tournage a lieu aux Studios Astoria de Paramount à Astoria, dans le Queens, au 3412 36th Street. Le deuxième film des Marx Brothers, Animal Crackers y a également été tourné. Après quoi la production de tous leurs films est transférée à Hollywood.

## Réception
Après avoir visionné le montage final les Marx Brothers sont tellement déçus (et même « horrifiés » selon les termes Rob Nixon) qu'ils essayent de racheter le négatif du film et d'empêcher sa sortie. Mais Paramount résiste et le film remporte finalement un grand succès au box-office, avec un rapport brut de 1 800 000 $ d'entrées, ce qui en fait l'un des premiers films à succès.
Les critiques sont en grande majorité favorables, les frères Marx récoltant eux-mêmes la plupart des éloges alors que d'autres aspects du film suscitent des réactions plus mitigées. Mordaunt Hall du New York Times écrit que le film « a soulevé l'hilarité » (« aroused considerable merriment ») des spectateurs, et qu'une des séquences en vue plongeante était « si spectaculaire qu'elle a suscité des applaudissements nourris dans le théâtre bondé » (« so engaging that it elicited plaudits from many in the jammed theatre ». Cependant, il trouve que la qualité sonore de certaines parties musicales laisse à désirer, ajoutant que « dans les plans rapprochés, les voix de basses profondes se noient presque en murmure. Mary Eaton est charmante, mais on ne se rend pas vraiment compte de ses vraies capacités de chanteuse » (« ... deep-voiced bass's tones almost fade into a whisper in a close-up. Mary Eaton is charming, but one obtains little impression of her real ability as a singer »).
Variety le qualifie de « succès de comédie pour entreprises de cinéma ordinaires. C'est tout ce qu'il a pour lui - être une comédie - mais c'est suffisant » (« [a] comedy hit for the regular picture houses. That's all it has – comedy – but that's enough. »). Il remarque que le son est « un peu étouffé par moments » (« a bit of muffling now and then ») et les danseurs ne sont pas toujours bien filmés : « quand ils sont au complet à 48 pour danser, on n'en voit que 40 et ne fait qu'entr'apercevoir ceux qui sont derrière la première ligne » (« When the full 48 were at work only 40 could be seen and those behind the first line could be seen but dimly. »).
« C'est plus un film comique qu'une comédie musicale, et ce n'est pas à ses chansons, à ses jolies filles ou ses scènes spectaculaires, que Noix de coco doit son succès », écrit de son côté John Mosher dans The New Yorker. « Ni Mary Eaton, ni Oscar Shaw, censés représenter l'intérêt de l'intrigue amoureuse, n'arrivent à convaincre, pas plus que les chœurs qui n'en valent pas d'autres du même genre dans diverses comédies musicales qui circulent actuellement en ville. C'est aux Marx que revient le succès du spectacle, et leurs talents particuliers semblent, de façon surprenante, encore plus manifestes à l'écran que sur scène. » (« Neither Mary Eaton, nor Oscar Shaw, who contribute the "love interest", is effective, nor are the chorus scenes in the least superior to others of the same sort in various musical-comedy-movies now running in town. To the Marxes belongs the success of the show, and their peculiar talents seem, surprisingly enough, even more manifest on the screen than on the stage »).